# One Tree Hill, South Australia
One Tree Hill är en förort till Adelaide i Australien. Den ligger i kommunen Playford och delstaten South Australia, omkring 30 kilometer nordost om centrala Adelaide. Antalet invånare är 1 266.
Närmaste större samhälle är Golden Grove, nära One Tree Hill. 
I omgivningarna runt One Tree Hill växer huvudsakligen savannskog. Runt One Tree Hill är det glesbefolkat, med 17 invånare per kvadratkilometer. Genomsnittlig årsnederbörd är 593 millimeter. Den regnigaste månaden är juli, med i genomsnitt 95 mm nederbörd, och den torraste är december, med 13 mm nederbörd.